# Can Colomer (Esponellà)
Can Colomer és una masia al nord-oest del nucli d'Esponellà (el Pla de l'Estany). La casa Colomer destaca especialment per la seva planta baixa feta amb pedra escairada i sobretot per l'arc d'entrada de pedra. Sobre aquest hi ha una planta pis que s'obre al nord mitjançant dons balcons. Al costat esquerre del porxo de l'entrada hi ha una finestra amb una llinda que té gravada la data de 1601. Sota coberta hi ha unes golfes obertes a la façana amb tres finestres amb llinda formada per un arquet de punt rodó, la disposició de la peça central amb l'arc és simètrica. Al costat de ponent hi ha un cos nou, realitzat en obra de totxo i maçoneria, formant una galeria amb finestres d'arc de punt rodó.
La casa es troba bastant degradada, serveix només de quadres i magatzem agrícola.